# Uskok Whakatane

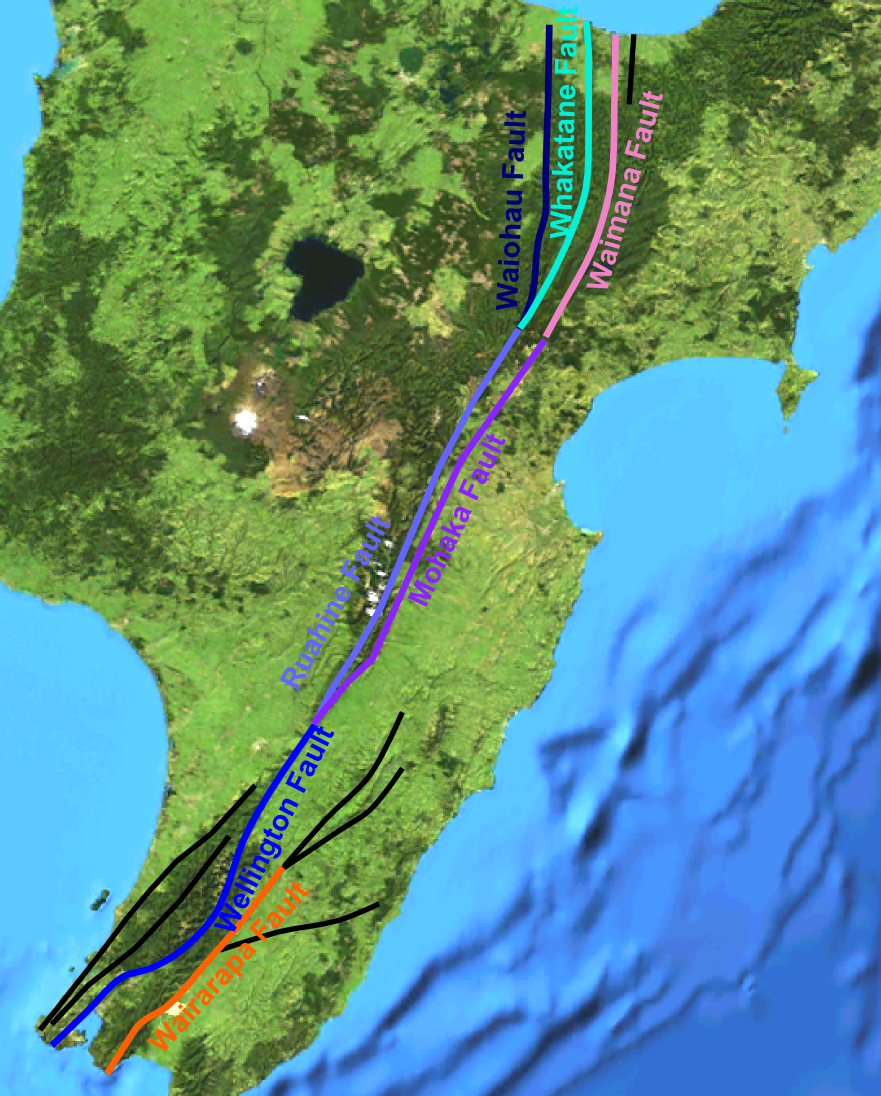
Mapa systemu uskoków North Island Fault System, uskok Whakatane zaznaczony jest kolorem turkusowym

Uskok Whakatane (ang. Whakatane Fault) – uskok dekstralny (prawoprzesuwczy), położony w północnej części Wyspy Północnej w Nowej Zelandii. Uskok Whakatane wchodzi w skład systemu uskoków Wyspy Północnej, tzw. North Island Fault System, który umożliwia przenoszenie przemieszczeń wzdłuż uskoku transformacyjnego, stanowiącego granicę pomiędzy płytą pacyficzną i indoaustralijską .

## Przebieg
Uskok Whakatane położony jest w północnej części systemu uskoków, North Island. Uskok Whakatane stanowi główną kontynuacje biegu uskoku Mohaka, który w północnej części rozwidla się na trzy uskoki. Są to ponadto uskoki Waimana i Waiotahi, które biegną w stosunku do siebie równolegle w stronę Zatoki Obfitości  . Uskok Whakatane położonu jest wzdłuż wschodniego brzegu rzeki Whakatane River oraz wzdłuż jego biegu zlokalizowane jest miasto Whakatane . Uskok Whakatane kontynuuje swój bieg po dnie morski do momentu krzyżowania się z uskokiem While Island, który położony jest w strefą ryftu Taupo . 

### Zbieżność ze strefą ryftu Taupo
Badania kinematyczne przeprowadzone w strefie zbieżności pomiędzy systemem uskoków North Island, a strefą ryftu Taupo wykazały, że istnieje spójność pomiędzy pojedynczymi uskokami systemu North Island a strefą ryftu Taupo. Potwierdza to fakt, że podwodna część systemu uskoków (Whakatane i Edgecumbe) krzyżuje się z uskokiem While Island. Tempo nachodzenia się na siebie stref wynosi około 1,5-2,3 mm/rok . 

## Aktywność sejsmiczna
Uskok Whakatane jest najbardziej aktywnym uskokiem położonym w regionie Zatoki Obfitości w północnej części North Island Fault System. W ciągu ostatnich 12 tys. doszło do trzech dużych pęknięć, które miały miejsce w pobliżu Ruatoki North. Przerwy czasowe pomiędzy dużymi trzęsieniami ziemi wynoszą według szacunków od 4010 do 4490 lat. Ostatnie duże pękniecie wzdłuż uskoku miało miejsce około 320-720 lat temu, które wyzwoliło trzęsienie ziemi o magnitudzie szacowanej na 7° w skali Richtera . Pojedyncze duże trzęsienie ziemi mogą powodować przesunięcie na linii uskoku o około 3 m .  
Dodatkowo przeprowadzono badania nt. występowania paleotrzęsień ziemi na linii uskoków Mohaka–Whakatane na łącznej długości 200 km. Badania wskazują, że w przeszłości doszło do sześciu paleotrzęsień ziemi. Odcinek pomiędzy dwoma uskokami został podzielony na dwie sekcje – północną oraz południową. Sekcja północna rozciągała się wzdłuż linii uskoków od miejscowości Ruatahuna do Ruatoki North, natomiast sekcja południowa rozciągała się od Ohara do rzeki Te Hoe River. Na podstawie danych stwierdzono, że ostatnie paleotrzęsienie ziemi miało miejsce około 800 lat temu w pobliżu Ruatahuna. Natomiast najstarsze paleotrzęsienie ziemi wystąpiło w sekcji północnej i miało miejsce w latach 1,8-0,83 tys. BP. Badania wykazały, że pomimo wystąpienia dużych trzęsien ziemi nie doszło do pęknięcia na całej długości linii uskoków Mohaka–Whakatane .
Uskok Whakatane razem z sąsiednim, aktywnym uskokiem Edgecumbe, który położony jest na północ od niego . 
Stanowią zagrożenia dla obszarów zurbanizowanych położonych w tej części Nowej Zelandii .